# Crazy Kong
Crazy Kong (クレイジーコング) é um arcade criado pela Falcon, lançado em 1981 e similar à Donkey Kong da Nintendo. Apesar de comumente confundido como uma versão pirata, o jogo é oficialmente licenciado para os mercados fora dos Estados Unidos e é baseado em hardware diferente. O jogo retem todos os elementos de jogabilidade de Donkey Kong, mas teve todos os gráficos redesenhados e recoloridos. Crazy Kong é também conhecido pelo portmanteau Congorilla, Crazy Kong Part II, e Monkey Donkey.